# Burnt Corn
Burnt Corn ist ein gemeindefreies Gebiet auf der Grenze zwischen Monroe County und Conecuh County im Bundesstaat Alabama in den Vereinigten Staaten.

## Geographie
Burnt Corn liegt im Südwesten Alabamas im Süden der Vereinigten Staaten, auf der Grenze zwischen Monroe County und Conecuh County.
Nahegelegene Orte sind unter anderem Monroeville (15 km westlich), Repton (18 km südlich), Evergreen (18 km südöstlich), Excel (22 km südwestlich) und Frisco City (26 km südwestlich). Die nächste größere Stadt ist mit 205.000 Einwohnern die etwa 106 Kilometer nordöstlich entfernt gelegene Hauptstadt Alabamas, Montgomery.

## Geschichte
Die erste Besiedlung des Ortes folgte kurze Zeit nach dem Amerikanischen Unabhängigkeitskrieg. Zu dieser Zeit hieß der Ort in Anlehnung an eine nahegelegene Wasserquelle Burnt Corn Spring.
Für die Herkunft des Namens gibt es zwei Theorien: Die eine besagt, Passanten hätten an der Stelle des heutigen Ortes ausgetrocknetes Getreide gefunden; die zweite besagt, im Zuge des Creek War im frühen 19. Jahrhundert wurde gezielt Getreide verbrannt, um den Boden zu schädigen. Daneben existieren weitere Theorien.
1798 wurde das Gebiet Teil des Mississippi-Territoriums, wurde aber kontrolliert von der Nation der Muskogee. Zwischen 1805 und 1811 diente der Ort als Haltepunkt an der Federal Road, einem Pfad durch das besagte Gebiet.
Ab 1816 entwickelte sich der Ort stärker als zuvor, weiter Teile Land wurden an Siedler aus South Carolina, Virginia und Georgia verkauft. Als der Ort 1817 Teil des Alabama-Territoriums wurde, erhielt er zeitgleich ein Postamt, das bis 2002 in Betrieb war. 1820 wurde die erste Schule gegründet, 1821 folgte eine Baptistische Kirche, 1822 das erste Geschäft.

## Verkehr
13 Kilometer südlich des Ortes verläuft der U.S. Highway 84, 20 Kilometer südöstlich außerdem der Interstate 65 und der U.S. Highway 31.
Etwa 20 Kilometer südwestlich befindet sich der Monroe County Airport, 18 Kilometer südöstlich der Flughafen Middleton Field.